# 廣播大樓 (貝爾法斯特)

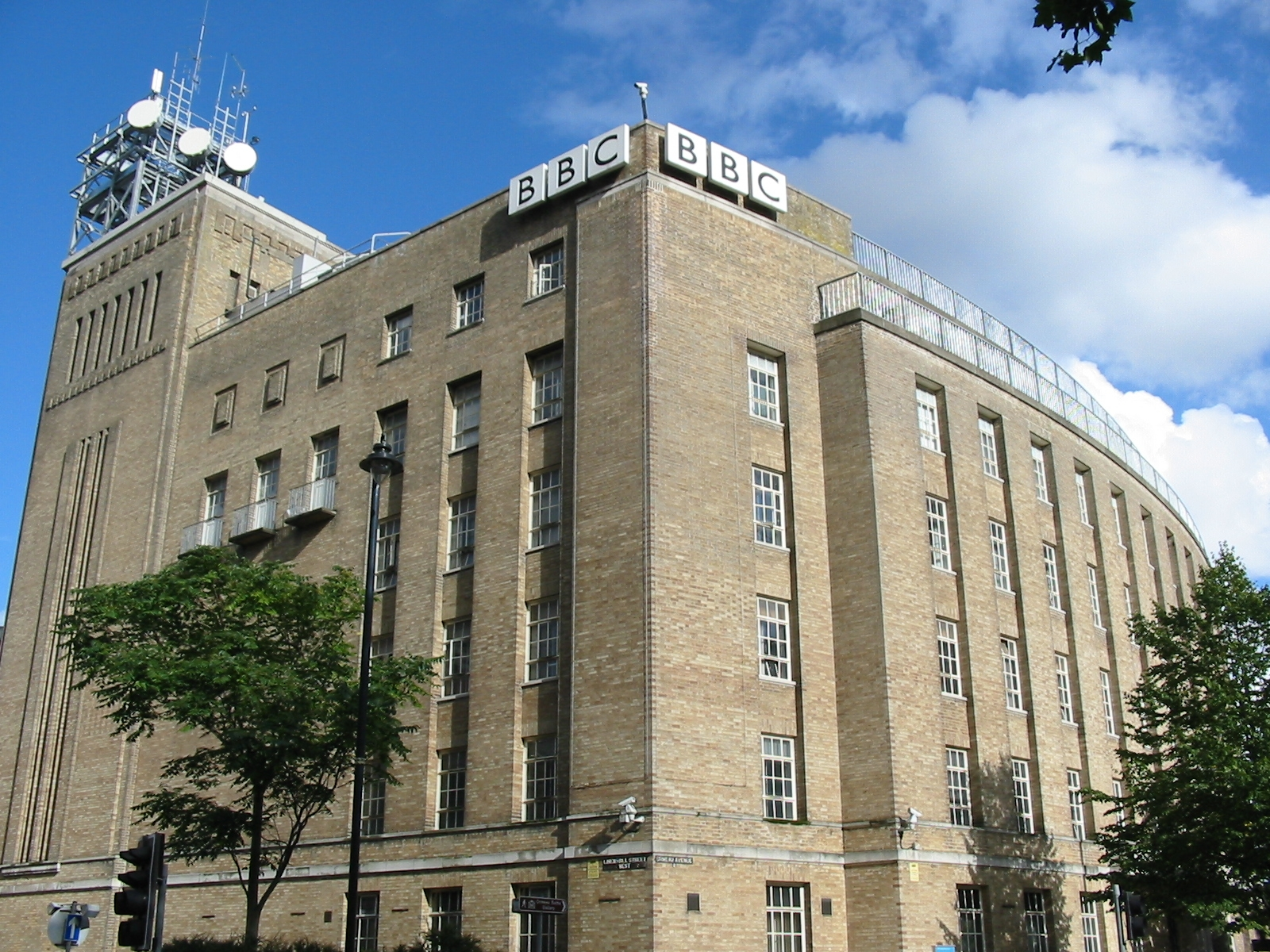
貝爾法斯特廣播大樓

54°35′38″N 5°55′48″W / 54.594°N 5.930°W
貝爾法斯特廣播大樓（英語：Broadcasting House, Belfast）是BBC北愛爾蘭的總部大樓，位於貝爾法斯特市中心的Ormeau大道，對公眾開放。這座建築有六層，外觀是新喬治風格，於1938年開始修建，1941年5月開業。